# Psyche hibernicella
Psyche hibernicella är en fjärilsart som beskrevs av Chapman 1900. Psyche hibernicella ingår i släktet Psyche och familjen säckspinnare. Inga underarter finns listade.